# Andrew Talansky
Andrew Talansky, né le 23 novembre 1988 à New-York, est un coureur cycliste américain, professionnel entre 2008 et 2017. Il a notamment remporté le Critérium du Dauphiné 2014 et terminé deuxième de Paris-Nice un an plus tôt. Depuis fin 2017, il pratique le triathlon.

## Biographie

### Jeunesse et carrière amateur
Andrew Talansky naît le 23 novembre 1988 à Manhattan, New-York, puis grandit à Miami, en Floride, où il arrive à l'âge de deux ans. Après avoir pratiqué la natation, la course à pied, il commence le cyclisme afin de rester en forme à la suite d'une blessure survenue en cross-country et dispute ses premières courses à 17 ans. Il évolue rapidement parmi les meilleurs amateurs du sud de la Floride. Il est repéré par Todd Hancock, qui devient son entraîneur et l'amène à ne pas suivre les programmes de formation de la fédération américaine de cyclisme. Andrew Talansky s'installe en Caroline du Nord pour intégrer en 2008 le Lees–McRae College (en) et remporte cette année-là le championnat des États-Unis des collegiate. Il est membre de l'équipe continentale américaine Toshiba-Santo-Herbalife, qui disparaît à la fin de la saison. Il arrête ses études après cette première année pour courir au sein de l'équipe continentale italienne Amore & Vita-McDonald's en 2009. Le manque d'organisation et les mauvaises conditions matérielles de l'équipe l'amènent à revenir dès le printemps aux États-Unis, où il court le reste de la saison sans équipe.
En 2010, ses résultats connaissent une progression importante. Il court alors pour l'équipe California Giant Berry Farms. Il se distingue au printemps, lors du Tour of the Gila, qu'il termine sixième au classement général et meilleur jeune. Il entre alors en contact avec Jonathan Vaughters, manager de l'équipe professionnelle Garmin-Transitions, présent lors de cette course,. Talansky confirme ses progrès quelques jours plus tard en gagnant le prologue de la Joe Martin Stage Race. Sélectionné en équipe nationale des moins de 23 ans, il part courir en Europe. Il se classe troisième de la Ronde de l'Isard d'Ariège, deuxième du Tour de Tarragone, dont il gagne une étape, et remporte une étape du Tour des Pays de Savoie. De retour aux États-Unis en juin, il se voit proposer par Vaughters un contrat de trois ans au sein de l'équipe Garmin-Cervélo, et devient champion des États-Unis contre-la-montre espoirs. En septembre, il termine deuxième du Tour de l'Avenir derrière Nairo Quintana. Aux championnats du monde sur route dans la catégorie espoirs, il est 15e du contre-la-montre et abandonne lors de la course en ligne.

### Carrière professionnelle

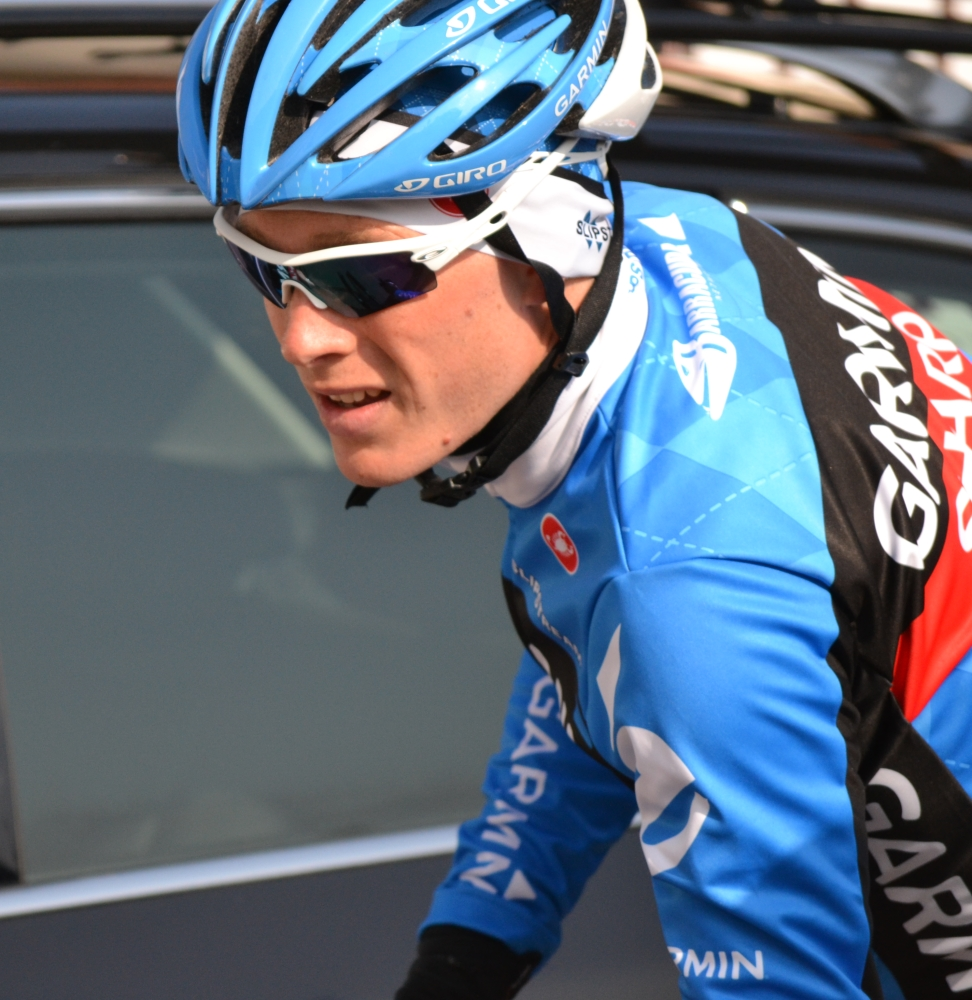
Andrew Talansky lors du Paris-Nice 2013.

Andrew Talansky devient coureur professionnel au sein de l'équipe ProTeam américaine Garmin-Cervélo. Pour sa première course par étapes en tant que professionnel, il termine 4e du Tour méditerranéen. En mai, il se classe neuvième du Tour de Romandie et 17e du Tour de Californie. 
En 2012, il arrive 2e du Tour de Romandie. En août, il remporte la quatrième étape et le classement général du Tour de l'Ain. Peu après cette victoire, il est désigné leader de l'équipe Garmin-Sharp pour le Tour d'Espagne. Il termine à la septième place de cette Vuelta. Aux championnats du monde dans le Limbourg néerlandais, il prend avec Garmin-Sharp la dixième place du nouveau championnat du monde du contre-la-montre par équipes de marque. Il est appelé en équipe nationale pour la course en ligne, en remplacement de Tyler Farrar, victime d'une commotion cérébrale lors du Tour de Grande-Bretagne. Il prend la 43e place de ce championnat, durant lequel il est échappé en compagnie de Ian Stannard.
En début d'année 2013, il gagne la troisième étape de Paris-Nice. Leader du classement général pendant deux jours, il termine à la deuxième place, derrière Richie Porte. Il est ensuite sixième du Critérium international. En juillet, il dispute son premier Tour de France, qu'il termine à la dixième place.
En juin 2014, il remporte le Critérium du Dauphiné lors de la dernière étape, sans jamais avoir porté le maillot de leader.
Au cours de l'été 2016, il s'adjuge la  sixième étape du Tour de l'Utah.
En 2017, après un début de saison difficile, Talansky finit troisième du Tour de Californie en remportant la 5e étape au sommet de Mount San Antonio. Cependant, les résultats vont continuer d'être décevants avec juste une 49e place sur le Tour de France et une 22e place au Critérium du Dauphiné. Le 5 septembre, il annonce sa retraite. Il souhaite se consacrer au triathlon.

## Palmarès et classements mondiaux

### Palmarès amateur
- 2010
  -  Champion des États-Unis du contre-la-montre espoirs
  - 1re étape de la Joe Martin Stage Race
  - 2e étape du Tour de Tarragone
  - 2e étape du Tour des Pays de Savoie
  - 2e du Tour de Tarragone
  - 2e du Tour de l'Avenir
  - 3e de la Ronde de l'Isard d'Ariège

### Palmarès professionnel
| - 2011 - 9e du Tour de Romandie - 2012 - Tour de l'Ain : - Classement général - 4e étape - 2e du Tour de Romandie - 7e du Tour d'Espagne - 2013 - 3e étape de Paris-Nice - 2e de Paris-Nice - 10e du Tour de France - 2014 - Classement général du Critérium du Dauphiné - 7e du Tour de Catalogne | - 2015 - Champion des États-Unis du contre-la-montre - 10e du Critérium du Dauphiné - 2016 - 6e étape du Tour de l'Utah - 3e du Tour de l'Utah - 5e du Tour de Suisse - 5e du Tour d'Espagne - 2017 - 5e étape du Tour de Californie - 3e du Tour de Californie |  |

### Résultats sur les grands tours

#### Tour de France
4 participations
- 2013 : 10e
- 2014 : non-partant (12e étape)
- 2015 : 11e
- 2017 : 49e

#### Tour d'Espagne
5 participations
- 2011 : 79e
- 2012 : 7e
- 2014 : 51e
- 2015 : non-partant (18e étape)
- 2016 : 5e

### Classements mondiaux
| Année           | 2010 | 2011 | 2012 | 2013 | 2014 | 2015 | 2016 |
| --------------- | ---- | ---- | ---- | ---- | ---- | ---- | ---- |
| UCI World Tour  |      | 143e | 35e  | 31e  | 38e  | 70e  | 33e  |
| UCI Europe Tour | 204e |      |      |      |      |      |      |